# Weird Era Cont.
Weird Era Cont. är ett studioalbum av Deerhunter som medföljer Microcastle. Efter att Microcastle hade läckt ut månader före sitt planerade utgivningsdatum spelade bandet in ett nytt album för att belöna de som väntade på den officiella utgivningen. Men precis som Microcastle läckte Weird Era Cont. också ut i förväg. Weird Era Cont. blev officiellt tillgängligt som en bonusskiva eller 12", beroende på format, med både Krankys och 4ADs utgåvor.

## Låtlista
1. "Backspace Century" - 2:19
2. "Operation" - 4:04
3. "Ghost Outfit" - 0:33
4. "Dot Gain" - 3:19
5. "Vox Celeste" - 3:31
6. "Cicadas" - 2:30
7. "Vox Humana" - 2:32
8. "VHS Dream" - 2:33
9. "Focus Group" - 2:49
10. "Slow Swords" - 3:25
11. "Weird Era" - 2:40
12. "Moon Witch Cartridge" - 1:32
13. "Calvary Scars II/Aux Out" - 10:12